# Najaf
Najaf, Nadjaf of Nedjef (Arabisch: نجف) is een door sjiitische moslims heilig beschouwde stad in Irak ongeveer 160 km ten zuiden van Bagdad, gelegen aan de Eufraat. In 2008 bedroeg de bevolking naar schatting 900.600 personen.
Deze stad is belangrijk voor de sjiieten van Irak en de rest van de islamitische wereld (onder andere in Iran). De Imam Alimoskee bevindt zich in Najaf.
De stad is in 791 gesticht door kalief Haroen ar-Rashid van de Abbasiden op de plek waar het graf van Imam Ali zich bevindt. Imam Ali is de grondlegger van het sjiisme en de eerste Imam. Hij was een neef en schoonzoon van de profeet Mohammed. Echter, sommigen geloven dat hij begraven ligt in Mazar-e Sharif in Afghanistan. De stad is nu een pelgrimsstad voor moslims. Alleen Mekka en Medina krijgen meer pelgrims.

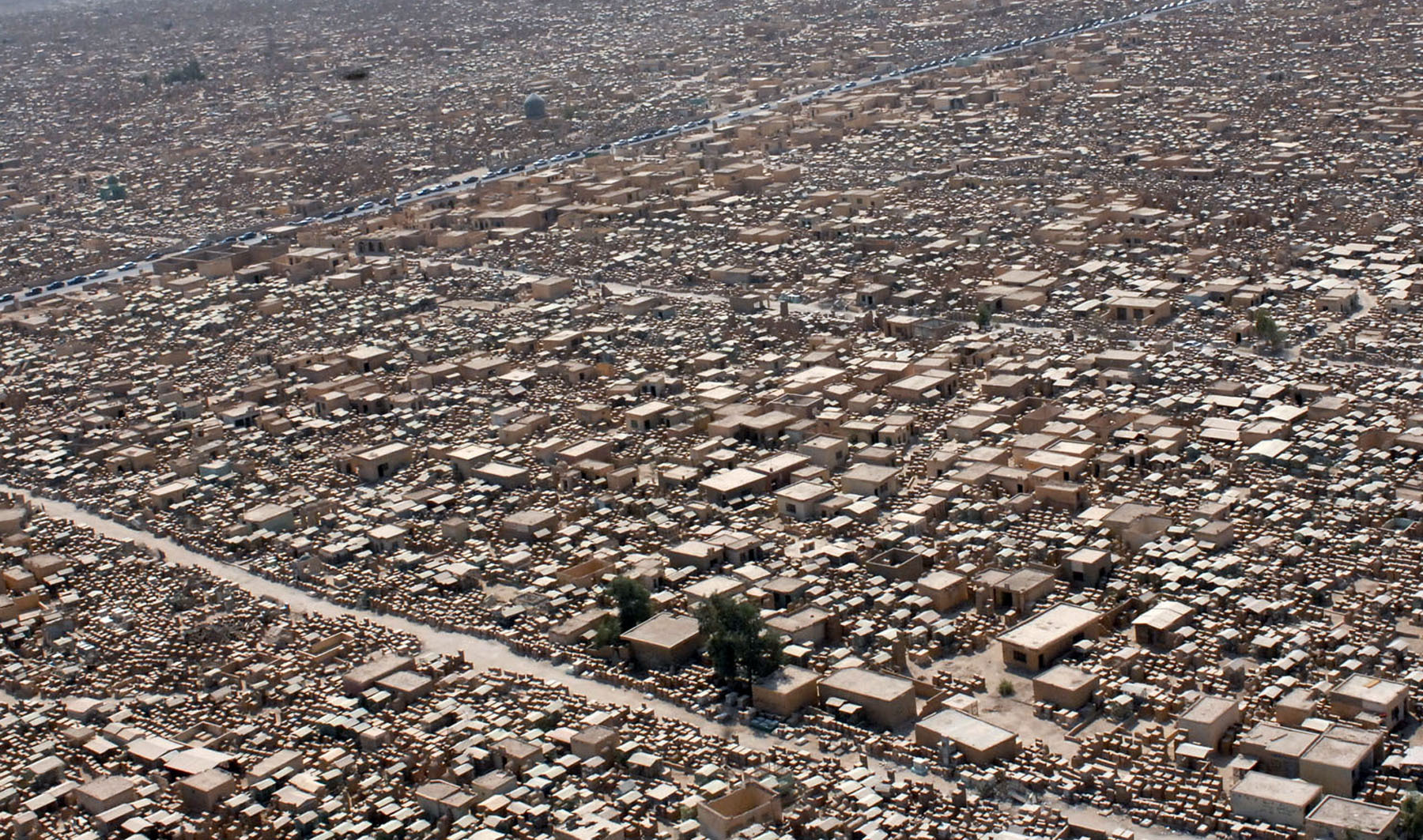
Wadi-us-Salaam

De Meshed Ali (Tombe van Ali) is gevestigd in een enorm gebouw met een vergulde koepel en kostbare voorwerpen in de muren. Vlakbij is de Wadi-us-Salaam (Vallei van vrede), wat de grootste begraafplaats in de islamitische wereld is (en misschien de grootste ter wereld), met de tombes van andere profeten. Veel gelovigen willen hier begraven worden om op de Dag des oordeels met Imam Ali op te staan. In de loop der eeuwen is de stad een islamitisch centrum geworden. Onder het bewind van Saddam Hoessein is echter veel vernietigd, zo loopt er een snelweg over de begraafplaats heen.

## Irakoorlog
Gedurende de Irakoorlog was Najaf een doel van de Verenigde Staten. De stad werd omsingeld op 26 maart 2003, maar de Amerikanen bestormden de stad niet, bang voor de politieke gevolgen voor het mogelijke vernietigen van heiligdommen.
Na de Tweede Golfoorlog werd Najaf een van de steden waar het Iraaks verzet actief werd, met name de sjiieten. Het mahdi-leger van Moqtada al-Sadr bezette enige tijd in augustus 2004 de Imam Alimoskee en leverde van daaruit slag met Amerikaanse soldaten. Na tussenkomst van gematigde ayatollah Ali al-Sistani, gesteund door een grote mensenmenigte, werd de bezetting beëindigd. Sinds 20 december 2006 zijn de Iraakse troepen verantwoordelijk voor de veiligheid in Najaf.

## Transport
Najaf heeft sinds 2008 een nieuw vliegveld, genaamd Al Najaf International Airport. Het vliegveld werd vooral gebouwd om de miljoenen passagiers te vervoeren die jaarlijks om religieuze redenen Najaf bezoeken.

## Bekende inwoners van Najaf

### Geboren
- Mohammad Hussein Fadlallah (1935-2010), Libanees geestelijk leider
- Muqtada al-Sadr (1973), politicus

### Begraven
- Ali ibn Aboe Talib (ca. 589-661), imam en kalief

## Noot
1. ↑  Belga (2006) "Najaf overgedragen aan Iraakse autoriteiten".

Bagdad · Basra · Erbil · Karbala · Kirkuk · Mosoel · Najaf · Suleimaniya